# Alfred Jean Chagniot
Alfred Jean Chagniot, né le 24 avril 1905 à Paris et mort le 29 novembre 1991 à Clichy, est un peintre et lithographe français.

## Biographie
Alfred Jean Ernest Chagniot est le fils d'Ernest Chagniot, hôtelier, et d'Anne Raveau.
Opérateur cabliste en 1932, il épouse à Levallois-Perret Jeanne Rose Aragou, institutrice. Jeanne Bourrillon-Tournay est témoin du mariage. Leur fils Jean Chagniot deviendra historien.
Élève de Pierre Eugène Montézin et d'Édouard Vuillard, il expose au Salon dont il devient sociétaire en 1938. Il obtient de nombreux prix et médailles, dont le prix Marie-Bashkirtseff en 1941.
Il meurt à Clichy, à l'âge de 86 ans.
En 1993, une rétrospective de son œuvre a lieu au Château de Croissy.